# Орликов, Александр Михайлович
Александр Михайлович (Аншель Моисеевич) Орликов (1919—1945) — советский офицер, участник Великой Отечественной войны, Герой Советского Союза.

## Биография
Родился в 1919 году в городе Одесса в семье рабочего. Еврей. Окончил 7 классов и в 1937 году — школу ФЗУ. Работал слесарем на заводе имени Январского восстания.
В Красную Армию призван в 1939 году Кагановичский райвоенкоматом города Одессы Украинской ССР. В боях Великой Отечественной войны с июля 1941 года. Участвовал в боях под Киевом. Был ранен. После излечения в госпитале, в 1943 году окончил Пушкинское танковое училище. Член ВКП(б) с 1943 года.
Танковая рота, 3-го танкового батальона, 44-й гвардейской танковой бригады (11-й гвардейский танковый корпус, 1-я гвардейская танковая армия, 1-й Белорусский фронт) под командованием гвардии старшего лейтенанта Орликова в боях 14—21 января 1945 года, действуя в головной походной заставе передового отряда, пробиваясь к реке Пилица, сбила боевое охранение противника, оборонявшего подходы к реке и стремительным рывком вышла на южный берег реки. Разведка обнаружила, что переправы на участке Нове-Място и южнее взорваны, а также установили систему обороны противника на северном берегу реки.
Ввиду того, что лёд на реке оказался не очень прочным, сапёрным подразделениям пришлось начать строительство моста. Гвардии старший лейтенант Орликов, не дожидаясь наведения переправы первым начал форсирование реки Пилица вброд. За ним последовали и другие. Форсировав реку, танкисты стремительно выдвинули свои машины на помощь автоматчикам, захватившим небольшой плацдарм ранее. Несмотря на то, что гитлеровцы обладали превосходством сил, автоматчики и танкисты Орликова удержали плацдарм до подхода главных сил бригады.
Первым ворвался в населённый пункт Ленчица (Ленгонице, Польша).
Погиб в бою 2 марта 1945 года. Похоронен в Берлине.

## Награды
Указом Президиума Верховного Совета СССР от 27 февраля 1945 года за мужество, отвагу и героизм, проявленные в борьбе с немецко-фашистскими захватчиками, гвардии старшему лейтенанту Орликову Александру Михайловичу присвоено звание Героя Советского Союза.
Награждён орденом Ленина, двумя орденами Красной Звезды.

## Память
Средняя школа № 57 в Городе-Герое Одессе, в которой учился будущий Герой, и близлежащий переулок носят его имя.